# Notacanthurus cristatus
Notacanthurus cristatus is een haft uit de familie Heptageniidae. De wetenschappelijke naam van de soort is voor het eerst geldig gepubliceerd in 1980 door Braasch.
De soort komt voor in het Oriëntaals gebied.